# Carex bohemica
Carex bohemica es una especie de planta herbácea de la familia de las ciperáceas.

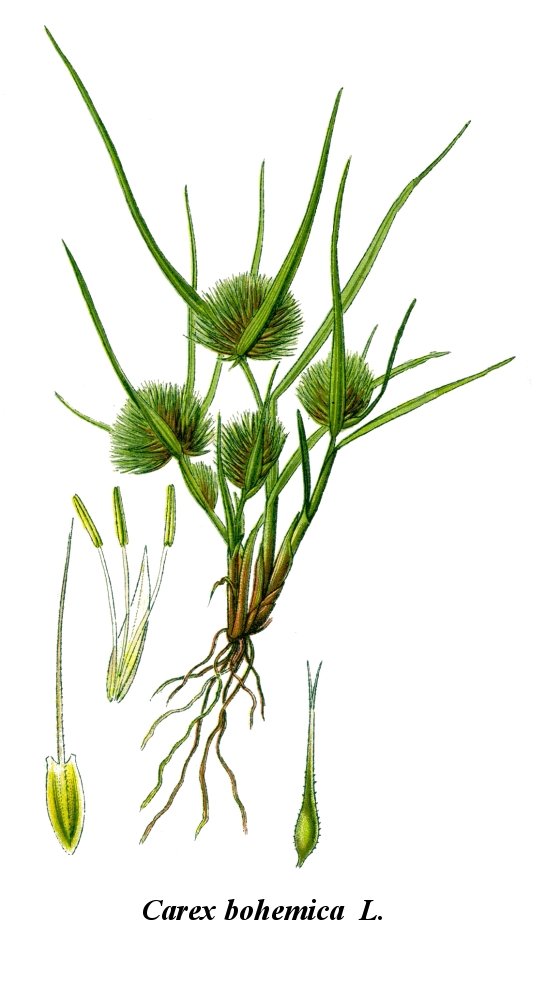
Ilustración

## Descripción
Es una  planta cespitosa. Tiene los tallos de 5-30(60) cm, trígonos, lisos. Hojas de 1,5-2,5 mm de anchura, planas, ± blandas; lígula hasta de 5 mm, de menor anchura que el limbo, de ápice obtuso, libre en los bordes; sin antelígula; vainas basales con limbo desarrollado, de color pardo claro o pajizo, enteras. Brácteas inferiores 2-5, de longitud mucho mayor que la inflorescencia, foliáceas, patentes salvo la más inferior que es erecta. Espigas densamente agrupadas formando una inflorescencia netamente capituliforme. Glumas linear-lanceoladas, aristadas, hialinas con el nervio central verde, las femeninas de longitud mucho menor que los utrículos. Utrículos 7-10 × 0,9-1,1 mm, de contorno linear, plano-convexos, no esponjosos en la base, con los nervios prominentes, pajizos, estrechamente alados, largamente estipitados y gradualmente atenuados en un pico muy largo –hasta de 7 mm–, muy escábrido, profundamente bífido. Aquenios 1,3-1,5 × 0,6-0,7 mm, de contorno ± elíptico, ligeramente biconvexos, de color pardo claro.  Tiene un número de cromosomas de 2n = 62-64*, 80*.

## Hábitat y distribución
Se encuentra en suelos temporalmente inundados; a una altitud de 50-100 metros en el C de Europa, Asia temperada y fría con algunas localidades en Francia, Bélgica, Portugal y Azores. En la península ibérica solo se conoce de una localidad de la Extremadura portuguesa.

## Taxonomía
Carex bohemica fue descrita por Johann Christian Daniel von Schreber y publicado en Beschreibung der Graser 2(2): 52, pl. 28, f. 3. 1772.
Etimología
Ver: Carex
bohemica; epíteto geográfico que alude a su localización en Bohemia.
Sinonimia
- Carex bohemica f. aggregata (Domin) Soó
- Carex cyperoidea Houtt.
- Carex cyperoides L.
- Carex cyperoides f. aggregata Domin
- Caricina cyperoides (L.) St.-Lag.
- Schelhammeria capitata Moench
- Schelhammeria cyperoides (L.) Dumort.
- Thysanocarex cyperoides (L.) Fedde & J.Schust.
- Vignea bohemica (Schreb.) Soják
- Vignea cyperoides (L.) Peterm.[3][4]